# Binarna dioba
Binarna dioba je način kojim se razmnožava većina prokariota. 
Neposredno prije diobe bakterija poveća volumen, nakon toga slijedi udvostručenje genetičkog materijala (replikacija DNK), zatim se bakterijska stanica poprečno podijeli, DNK se razdvoji i svaka nova bakterijska stanica dobije genetički materijal jednak roditeljskoj stanici. U uvjetima povoljne temperature, količine vlage i dovoljne količine tvari, razmnožavanje se odvija jako brzo i nastaje velik broj potomaka.